# Federação Ruandesa de Futebol
A Federação Ruandesa de Futebol (em francês:  Fédération Rwandaise de Football Association, FERWAFA) é o órgão dirigente do futebol da Ruanda, responsável pela organização dos campeonatos disputados no país, bem como da Seleção Ruandesa.
Foi fundada em 1972 e é afiliada à FIFA desde 1978, à CAF desde 1976 e à CECAFA desde o ano de 1995. Vincent Nzamwita é o presidente da federação desde 2014, e a sede fica localizada na cidade de Quigali.

## Dirigentes
| Cargo                                 | Nome                        |
| ------------------------------------- | --------------------------- |
| Presidente                            | Vincent Nzamwita            |
| Vice-presidente                       | Vedaste Kayiranga           |
| Secretário geral                      | Me Jean Olivier Mulindahabi |
| Chefe de Competições                  | Felix Nzeyimana             |
| Chefe das Finanças e da Administração | Liliane Uwimpuhwe           |
| Chefe de Marketing e Comunicação      | Vago                        |
| Diretor Técnico Nacional              | Vago                        |
| Treinador da seleção nacional         | Johnny McKinstry            |